# Діер-Крік (округ Автаґемі, Вісконсин)
Діер-Крік (англ. Deer Creek) — місто (англ. town) в США, в окрузі Автаґемі штату Вісконсин. Населення — 630 осіб (2020).

## Демографія
Згідно з переписом 2010 року, у місті мешкало 637 осіб у 242 домогосподарствах у складі 178 родин. Було 275 помешкань
Расовий склад населення:
| - 92,6 % — білих - 1,1 % — азіатів - 0,9 % — корінних американців - 4,7 % — осіб інших рас |

До двох чи більше рас належало 0,6 %. Частка іспаномовних становила 5,8 % від усіх жителів.
За віковим діапазоном населення розподілялося таким чином: 21,2 % — особи молодші 18 років, 66,2 % — особи у віці 18—64 років, 12,6 % — особи у віці 65 років та старші. Медіана віку мешканця становила 44,0 року. На 100 осіб жіночої статі у місті припадало 113,0 чоловіків;  на 100 жінок у віці від 18 років та старших — 113,6 чоловіків також старших 18 років.
Середній дохід на одне домашнє господарство  становив 68 843 долари США (медіана — 69 028), а середній дохід на одну сім'ю — 76 123 долари (медіана — 73 125). Медіана доходів становила 45 500 доларів для чоловіків та 36 528 доларів для жінок. За межею бідності перебувало 5,0 % осіб, у тому числі 2,0 % дітей у віці до 18 років та 9,2 % осіб у віці 65 років та старших.
Цивільне працевлаштоване населення становило 333 особи. Основні галузі зайнятості: виробництво — 30,3 %, освіта, охорона здоров'я та соціальна допомога — 19,5 %, сільське господарство, лісництво, риболовля — 12,6 %, роздрібна торгівля — 8,7 %.